# San Isidro Tetlapayac
San Isidro Tetlapayac es una localidad de México perteneciente al municipio de Almoloya en el estado de Hidalgo.

## Toponimia
Isidro en honor a San Isidro. Tetlapa-yan, lugar de donde se sacan piedras, de lengua mexicana: tetlapana, extraer piedra, y la final verbal de lugar.

## Geografía
A la localidad le corresponden las coordenadas geográficas 19° 40’ 26.193” de latitud norte y 98° 22’ 23.126” de longitud oeste, con una altitud de 2554 m s. n. m. Cuenta con un clima templado subhúmedo con lluvias en verano, de menor humedad.
En cuanto a fisiografía se encuentra dentro de la provincia del Eje Neovolcánico dentro de la subprovincia de LLagos y Volcanes de Anáhuac; su terreno es de llanura. En lo que respecta a la hidrología se encuentra posicionado en la región Panuco, dentro de la cuenca del río Moctezuma, en la subcuenca de la laguna de Tochac y Tecocomulco.

## Demografía
En 2020 registró una población de 580 personas, lo que corresponde al 4.62 % de la población municipal. De los cuales 279 son hombres y 301 son mujeres. Tiene 158 viviendas particulares habitadas.
| Gráfica de evolución demográfica de San Isidro Tetlapayac entre 1950 y 2020                  |
|                                                                                              |
| Población de los censos y conteos del Instituto Nacional de Estadística y Geografía (INEGI). |

## Economía
La localidad tiene un grado de marginación medio y un grado de rezago social muy bajo.